# Brooks Orpik
Brooks Orpik (ur. 26 września 1980 w San Francisco, Kalifornia) – amerykański hokeista, reprezentant USA, dwukrotny olimpijczyk.
Jego brat Andrew (ur. 1986) także jest hokeistą.

## Kariera
- Thayer Academy (1996-1998)
- Boston College (1998-2001)
- Wilkes-Barre/Scranton Penguins (2001-2004)
- Pittsburgh Penguins (2002, 2003-2004, 2005-2014)
- Washington Capitals (od 2014)

Występował w ligach amerykańskich USHS i akademickiej NCAA. Od 1998 przez trzy sezony grał w drużynie college w Bostonie w akademickiej lidze NCAA. W międzyczasie w drafcie NHL z 2000 został wybrany przez Pittsburgh Penguins. Od 2001 grał przez trzy lata w zespole farmerskim, w lidze AHL. W lidze NHL w barwach Pittsburgha zadebiutował w 2002, a na stałe gra od 2003 (przerwą na sezon 2004/2005 gdy wcale nie grał). Od lipca 2014 zawodnik Washington Capitals związany pięcioletnim kontraktem. 13 kwietnia 2019 roku podczas drugiego meczu z Carolina Hurricanes w ramach NHL Play-Off zdobył zwycięskiego gola podczas dogrywki. Dzięki temu stał się najstarszym obrońcą (38 lat i 199 dni) w historii play-offów NHL, zdobywającym bramkę w tej części gry.

## Kariera reprezentacyjna
Jest reprezentantem USA. Występował w kadrze juniorskiej kraju na turnieju mistrzostw świata do lat 20 w 2000. W kadrze seniorskiej uczestniczył w turniejach mistrzostw świata w 2006 oraz zimowych igrzysk olimpijskich 2010, 2014.

## Sukcesy

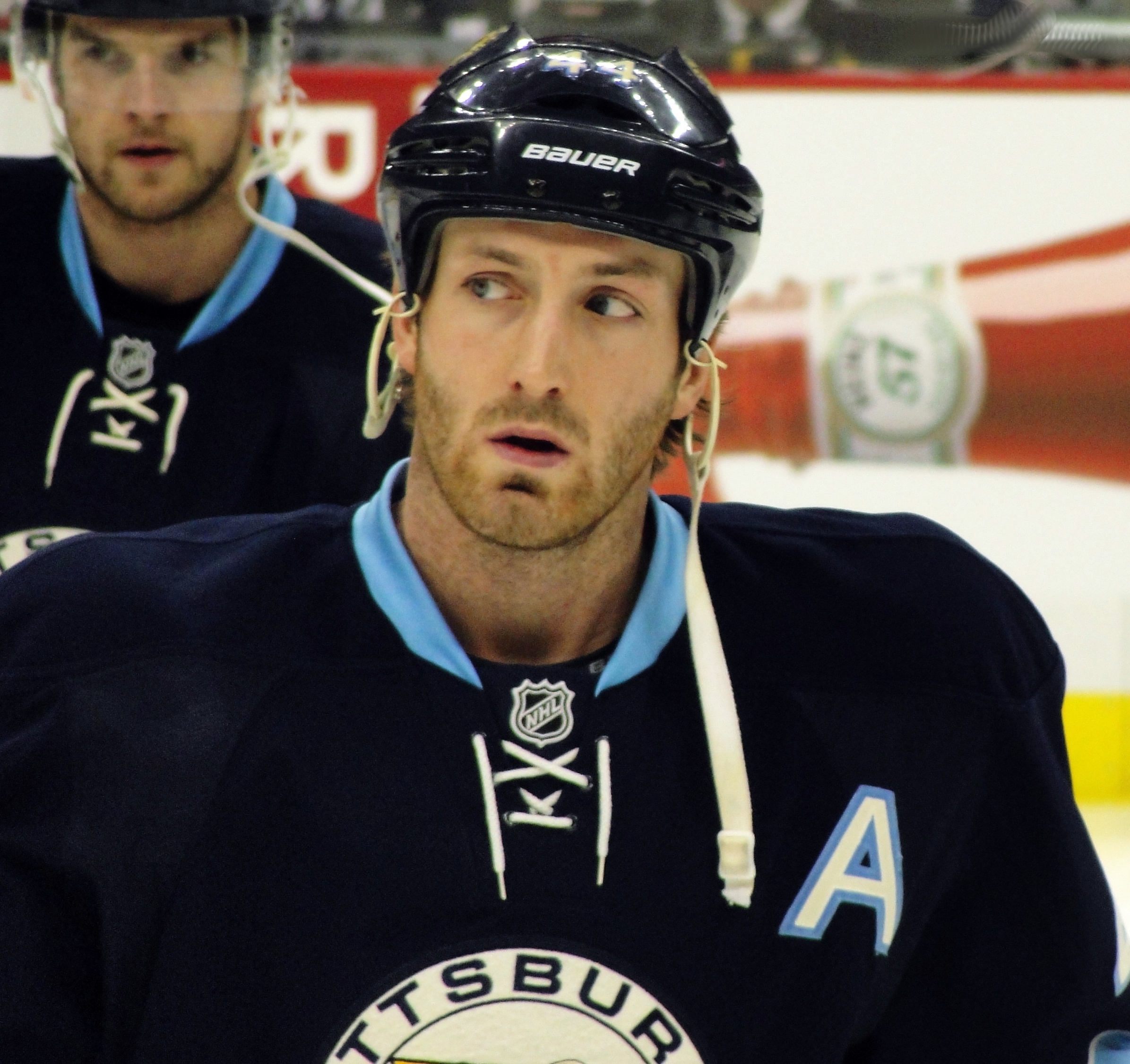
Brooks Orpik w barwach Pittsburgh Penguins (2012)

Reprezentacyjne
- Srebrny medal zimowych igrzysk olimpijskich: 2010

Klubowe
- Mistrzostwo NCAA (Wschód): 1999, 2001 z Boston College
- Mistrzostwo NCAA: 2001 z Boston College
- Mistrzostwo konferencji AHL: 2004 z Wilkes-Barre/Scranton Penguins
- Mistrzostwo dywizji NHL: 2008, 2013 z Pittsburgh Penguins
- Mistrzostwo konferencji NHL: 2008, 2009 z Pittsburgh Penguins
- Prince of Wales Trophy: 2008, 2009 z Pittsburgh Penguins
- Puchar Stanleya: 2009 z Pittsburgh Penguins

Indywidualne
- Sezon NCAA (WCHA) 2005/2006:
  - Skład gwiazd pierwszoroczniaków
- Sezon NCAA (WCHA) 2007/2008:
  - Pierwszy skład gwiazd WCHA
  - Drugi skład gwiazd Amerykanów (Zachód)
- Sezon NHL (2003/2004):
  - NHL YoungStars Game
- Mistrzostwa Świata w Hokeju na Lodzie 2010/Elita:
  - Trzecie miejsce w klasyfikacji kanadyjskiej w reprezentacji USA: 6 punktów[4]